# Universo 2000
Andrés Reyes González (Santa Anita, 18 de abril de 1963-1 de mayo de 2018), mejor conocido bajo el nombre de ring Universo 2000, fue un luchador profesional mexicano. Hizo su debut en la lucha libre profesional en 1985 y trabajó para el Consejo Mundial de Lucha Libre (CMLL), Asistencia Asesoría y Administración (AAA) e International Wrestling Revolution Group (IWRG).
Era parte de una familia de luchadores que incluye a sus hermanos Carmelo (quien lucha como Cien Caras) y Jesús (Máscara Año 2000), así como a su sobrino que lucha bajo el nombre Máscara Año 2000 Jr. Junto con sus hermanos formó un grupo. llamados Los Hermanos Dinamita, también conocidos como Los Capos cuando formaron equipo con Apolo Dantés. Originalmente era un luchador enmascarado, pero perdió su máscara en un cuadrangular de máscaras, tras haber sido derratado por Rayo de Jalisco Jr. y luego, por la vía de la descalificación, por Canek, el 17 de septiembre de 2004 en el 71th Aniversario del CMLL.
Ha sido tres veces campeón mundial, al haber sido Campeón Mundial de Peso Completo del CMLL. También fue una vez Campeón Mundial de Tercias del CMLL con Black Tiger III y Dr. Wagner Jr. (en una ocasión). También fue ganador de la Leyenda de Azul (2004).

## Carrera
Andrés Reyes creció viendo a sus hermanos mayores mientras comenzaban sus carreras de lucha libre profesional. Su hermano mayor Carmelo hizo su debut profesional en 1974 cuando Andrés tenía solo 11 años y adoptó el nombre de ring Cien Caras. Su segundo hermano Jesús hizo su debut profesional en 1977 con un Andrés Reyes de 14 años mirando, Jesús luego se conocería como Máscara Año 2000. Después de ver competir a sus hermanos y después de entrenar con el legendario entrenador Diablo Velazco, finalmente llegó el momento del tercer hermano Reyes en debutar. Andrés Reyes, de 22 años, hizo su debut el 15 de junio de 1985 bajo el nombre de ring Espacial, pero poco después cambió tanto el nombre como la máscara para convertirse en Universo 2000, el personaje con el que se le asocia más comúnmente.

### Empresa Mexicana de Lucha Libre / Consejo Mundial de Lucha Libre (1985-1992)
Sus dos hermanos trabajaban regularmente para la Empresa Mexicana de Lucha Libre (EMLL) y, a través de ellos, Universo 2000 comenzó a trabajar a tiempo completo para EMLL a fines de la década de 1980, a menudo formando equipo con Cien Caras y Máscara Año 2000 como un trío llamado Los Hermanos Dinamita. Universo 2000 fue originalmente elegido para ser el luchador para desenmascarar al legendario Aníbal, quien había regresado para el gran día de pago que es la pérdida de una máscara. Pero durante la preparación, el promotor Benjamin Mora, quien estaba resentido con EMLL por no trabajar con él, reveló varios de los planes de EMLL, incluido quién iba a desenmascarar a Aníbal. CMLL decidió cambiar sus planes y al final fue Máscara Año 2000, la que desenmascaró a Aníbal. A fines de 1990 y principios de 1991 EMLL cambió su nombre a Consejo Mundial de Lucha Libre (CMLL). El 11 de agosto de 1991, Los Hermanos Dinamita ganaron el Campeonato Nacional de Tríos al derrotar a Los Movie Stars (Atlantis, Máscara Sagrada y Octagón) para ganar el título.

### Asistencia Asesoría y Administración (1992-1996)
A mediados de 1992, el entonces booker de CMLL Antonio Peña decidió romper con la promoción y formar su propia empresa llamada Asistencia Asesoría y Administración, queriendo producir su propio estilo de programas de lucha libre que difería de la forma muy conservadora en que CMLL manejaba las cosas. Entre las personas que dejaron CMLL para unirse a AAA estaban los hermanos Reyes, quienes se llevaron el Campeonato Nacional de Tríos con ellos, esto fue posible por el hecho de que CMLL no era el dueño absoluto del campeonato, sino que se les otorgó los derechos para reservar el campeonato por parte de la Comisión de Boxeo y Lucha de la Ciudad de México, quien en realidad era dueño de todo el campeonato nacional de lucha libre de México. La Comisión permitió que la empresa de Peña tomara el control de los títulos luego de su creación en 1992.
El 29 de abril de 1992, Universo 2000 derrotó a Máscara Sagrada para ganar el Campeonato Nacional de Peso Semicompleto; que, como el título de tríos, había sido traído a AAA desde CMLL. Universo 2000 mantuvo el título durante cuatro meses, perdiéndolo ante Lizmark el 18 de septiembre de 1992. Los Hermanos Dinamita mantuvieron el campeonato de tríos hasta julio de 1993, cuando Los Infernales (El Satánico, Pirata Morgan y MS-1) los derrotaron. Los Hermanos Dinamita recuperaron el campeonato a finales de 1993 o muy temprano en 1994 al derrotar a Los Infernales. A principios de 1994, Los Hermanos Dinamita comenzaron una pelea con Los Payasos (Coco Rojo, Coco Verde y Coco Amarillo) que debajo de los trajes de payaso eran luchadores muy consumados. Los dos tríos se enfrentaron en un partido en Triplemanía II-A el 24 de abril de 1994, donde Los Payasos ganaron el título de Tríos de Los Hermanos Dinamita. Unas semanas más tarde, en Triplemanía II-C, Los Hermanos Dinamita ganaron algo de venganza cuando derrotaron a Los Payasos en un Steel Cage Match. Uno de los últimos partidos de Universo 2000 en AAA tuvo lugar en Triplemanía III-C, donde Los Hermanos Dinamita se unieron a Jerry Estrada y Fishman para derrotar a Konnan, La Parka, Máscara Sagrada, Latin Lover y Perro Aguayo.

### Regreso al CMLL (1996-2008)
A mediados de 1996, Los Hermanos dejaron AAA y regresaron a CMLL, donde se convertirían en competidores habituales durante la próxima década. El trío comenzó a trabajar regularmente con Apolo Dantés, formando un grupo llamado Los Capos, un grupo de rudo que aparecía en gran medida en la división de peso pesado de CMLL. A finales de 1997, Steel, el entonces Campeón Mundial de Peso Completo del CMLL, dejó CMLL para trabajar para la World Wrestling Federation, dejando vacante el campeonato. CMLL decidió que, en lugar de celebrar un torneo, reservaron un partido con los tres principales pesos pesados de la empresa en ese momento, y el ganador se convirtió en el próximo campeón. El 19 de octubre de 1997, Universo 2000 derrotó a Cien Caras y Rayo de Jalisco Jr. para ganar el campeonato. Universo 2000 defendió el título tres veces durante su reinado: contra Brazo de Plata, Máscara Sagrada y Rayo de Jalisco Jr., antes de perder el campeonato ante el Rayo de Jalisco Jr. el 13 de septiembre de 1998.
Universo 2000 recuperó el título el 10 de diciembre de 1999, convirtiéndose en el segundo hombre en tener el título de peso pesado dos veces. El segundo reinado de Universo 2000 se convirtió en un reinado récord en varias áreas, fue el más largo hasta la fecha, ya que duró 1225 días. También se convirtió en el campeón con más defensas del título exitosas en un reinado, ya que defendió el título 19 veces contra Máscara Sagrada, Brazo de Plata, Rayo de Jalisco Jr. 8 veces, Villano IV, Lizmark Jr., Mr. Niebla y Violencia.
Alrededor del 2000, Los Capos comenzó una disputa de larga duración con Perro Aguayo, una historia que luego incluiría también al hijo de Aguayo, Perro Aguayo Jr. El 30 de marzo de 2001, en el evento principal del Juicio Final de CMLL, Universo 2000 se enfrentó a Aguayo en una Lucha de Apuesta donde Aguayo arriesgó su cabello y Universo 2000 arriesgó su máscara. Universo 2000 ganó, con un poco de ayuda de Los Capos, y depiló a Aguayo después del combate. El 21 de marzo de 2003, el improvisado equipo de Universo 2000, Black Tiger III y Dr. Wagner Jr. derrotaron a La Ola Lagunero (Atlantis, Black Warrior y Mr. Niebla) para ganar el Campeonato Mundial de Tríos del CMLL.
El 18 de abril, la segunda carrera de Universo 2000 con el Campeonato Mundial de Peso Completo del CMLL llegó a su fin cuando Mr. Niebla lo derrotó para ganar el título de peso pesado. El equipo mantuvo el título durante 16 meses, hasta que perdió ante Black Warrior, Rayo de Jalisco Jr. y Canek el 9 de julio de 2004. Después de estar enmascarado desde su debut en 1985, Universo 2000 perdió una Lucha de Apuesta ante Canek, el evento principal del 71th Aniversario del CMLL en su lucha que también incluyó al Dr. Wagner Jr. y Rayo de Jalisco Jr.
Tras su desenmascaramiento, Universo 2000 ganó la Leyenda de Azul 2004. Universo 2000 se convirtió en el único Campeón Mundial de Peso Completo del CMLL en tres ocasiones cuando derrotó al Mr. Niebla el 12 de octubre de 2004. Durante los dos años siguientes, Universo 2000 defendió su título contra Dos Caras Jr. dos veces, el Mr. Niebla y Máscara Sagrada. La rivalidad con Perro Aguayo Jr. continuó después del retiro de su padre en 2004 y también involucró al grupo de Perro "La Furia del Norte". en el 72th Aniversario del CMLL, Universo 2000 cubrió al miembro de Furia Héctor Garza en un combate de Lucha de Apuesta que también incluyó a Perro Aguayo Jr. El 2 de diciembre de 2005, en el Juicio Final derrotó a Halloween en un combate de Lucha de Apuesta después de aplicar el Martillo Negro (Piledriver) hasta Halloween. El Martillo Negro se utilizó como explicación de la rivalidad de Halloween y se tomó un tiempo libre para someterse a una cirugía de rodilla. La historia entre Universo 2000 y Perro Aguayo, Jr. finalizó en el Homenaje a Dos Leyendas, donde Aguayo Jr. derrotó a Universo 2000 en una Lucha de Apuesta y se rapo a Universo 2000 después del combate.
El 8 de julio de 2007, el tercer y último reinado de Universo 2000 como Campeón Mundial de Peso Completo del CMLL terminó cuando Dos Caras Jr. lo derrotó por el título. A finales de 2008, después de un intento fallido de recuperar el título, Universo 2000 dejó el CMLL.

### Circuito independiente
En la década de 2010, Universo 2000 comenzó a trabajar en un horario más reducido, trabajando en fechas seleccionadas en el circuito independiente, apariciones ocasionales para International Wrestling Revolution Group (IWRG), donde formó equipo con su hermano Máscara Año 2000. El 10 de mayo de 2010, durante la lucha entre Los Independientes y los luchadores de CMLL, Universo 2000 y Máscara Año 2000 corrieron para ayudar a Los Independientes a vencer a sus oponentes. Los dos se pusieron del lado de Los Independientes en la historia entre luchadores independientes y CMLL.

## Vida personal

### Enfermedad y muerte
En 2016 Andrés Reyes sufrió un infarto leve, y sufrió un segundo infarto más severo el 5 de junio de 2017, que lo obligó a ser hospitalizado. Casi un año después, el 1 de mayo de 2018, Reyes murió a la edad de 55 años.

## Campeonatos y logros
- Asistencia Asesoría y Administración
  - Campeonato Nacional de Peso Semicompleto (1 vez)[13]
  - Campeonato Nacional de Tríos (1 vez) – con Cien Caras y Máscara Año 2000[14]

- Consejo Mundial de Lucha Libre
  - Campeonato Mundial de Peso Completo del CMLL (3 veces)[15][16]
  - Campeonato Mundial de Tríos del CMLL (1 vez) – con Black Tiger III y Dr. Wagner Jr.[17]
  - Leyenda de Azul (2004)[18]

- World Wrestling Organization
  - WWO World Heavyweight Championship (1 vez)[19]

## Luchas de apuestas
| Ganador                              | Perdedor                                   | Lugar            | Evento                    | Fecha                    | Notas |
| ------------------------------------ | ------------------------------------------ | ---------------- | ------------------------- | ------------------------ | ----- |
| Universo 2000 (máscara)              | Perro Aguayo (cabellera)                   | Ciudad de México | Juicio Final              | 30 de marzo de 2001      |       |
| Universo 2000 (máscara)              | Bulldog (máscara)                          | Ciudad de México | Live event                | 20 de septiembre de 2002 |       |
| Universo 2000 (máscara)              | Pierroth Jr. (cabellera)                   | Ciudad de México | Sin Piedad                | 5 de diciembre de 2003   |       |
| Canek (máscara)                      | Universo 2000 (máscara)                    | Ciudad de México | 71th Aniversario del CMLL | 17 de septiembre de 2004 |       |
| Universo 2000 (cabellera)            | Héctor Garza (cabellera)                   | Ciudad de México | 72th Aniversario del CMLL | 16 de septiembre de 2005 |       |
| Universo 2000 (cabellera)            | Halloween (cabellera)                      | Ciudad de México | Juicio Final              | 2 de diciembre de 2005   |       |
| Perro Aguayo Jr. (cabellera)         | Universo 2000 (cabellera)                  | Ciudad de México | Homenaje a Dos Leyendas   | 17 de marzo de 2006      |       |
| Shocker y Universo 2000 (cabelleras) | Kenzo Suzuki y Marco Corleone (cabelleras) | Ciudad de México | Sin Piedad                | 15 de diciembre de 2006  |       |
| Marco Corleone (cabellera)           | Universo 2000 (cabellera)                  | Ciudad de México | Homenaje a Dos Leyendas   | 30 de marzo de 2007      |       |
| Rayo de Jalisco Jr. (cabellera)      | Universo 2000 (cabellera)                  | Ciudad de México | Todo x el Todo            | 22 de junio de 2013      |       |